# Groupe de NGC 3447
Le groupe de NGC 3447 comprend au moins cinq galaxies situées dans la constellation du Lion. La distance moyenne entre ce groupe et la Voie lactée est d'environ 20,8 Mpc (∼67,8 millions d'al). 

## Membres
Le tableau ci-dessous liste les cinq galaxies du groupe indiquées dans l'article de A.M. Garcia paru en 1993.
| Nom                  | Class.     | Type                        | α (J2000.0)   | δ (J2000.0) | Vitesse radiale (km/s) | m    | Distance (Mpc) | Diamètre (kal) |
| -------------------- | ---------- | --------------------------- | ------------- | ----------- | ---------------------- | ---- | -------------- | -------------- |
| NGC 3447             | SBm        | Spirale barrée magellanique | 10h 53m 26.8s | 16° 46′ 44″ | 1067 ± 25              | 13,3 | 20,7 ± 1,5     | ?              |
| NGC 3457             | E          | Elliptique                  | 10h 54m 48.6s | 17° 37′ 16″ | 1159 ± 5               | 12,7 | 22,1 ± 1,6     | 23             |
| NGC 3447A (UGC 6007) | IB(s)m pec | Irrégulière magellanique    | 10h 53m 29.8s | 16° 47′ 07″ | 1098 ± 4               | 12,5 | 21,2 ± 1,5     | 32             |
| UGC 6022             | Im?        | Irrégulière magellanique    | 10h 54m 15.4s | 17° 48′ 37″ | 970 ± 4                | 15,1 | 19,3 ± 1,4     | 39             |
| UGC 6035             | IBm        | Irrégulière magellanique    | 10h 55m 28.9s | 17° 08′ 32″ | 1072 ± 3               | 14,0 | 20,8 ± 1,5     | 31             |

Le site DeepskyLog permet de trouver aisément les constellations des galaxies mentionnées dans ce tableau ou si elles ne s'y trouvent pas, l'outil du site constellation permet de le faire à l'aide des coordonnées de la galaxie. Sauf indication contraire, les données proviennent du site NASA/IPAC. 